# Rüdiger Zymner
Rüdiger Zymner (* 1961 in Brakel) ist ein deutscher Literaturwissenschaftler.

## Leben
Zymner besuchte das Städtische Gymnasium in Brakel, an dem er 1980 das Abitur ablegte. Von 1981 bis 1985 studierte er mittlere und neuere Geschichte und deutsche Philologie an der Georg-August-Universität Göttingen. Nach der Promotion 1990 und Habilitation (venia legendi für „Deutsche Literatur und Komparatistik“) 1993 an der Universität Fribourg ist er seit 1997 Professor für Allgemeine Literaturwissenschaft (einschl. Neuer deutsche Literaturgeschichte) an der Universität Wuppertal.
2014 wurde er Mitglied der Academia Europaea.

## Schriften (Auswahl)
- Uneigentlichkeit. Studien zu Semantik und Geschichte der Parabel. Paderborn 1991.
- mit Harald Fricke: Einübung in die Literaturwissenschaft. Parodieren geht über Studieren. (= UTB. 1616). Paderborn 1991, 5. Auflage 2007.
- Manierismus. Zur poetischen Artistik bei Johann Fischart, Jean Paul und Arno Schmidt. Paderborn 1995.
- Friedrich Schiller. Dramen. Berlin 2002, ISBN 3-503-06133-9.
- Gattungstheorie. Probleme und Positionen der Literaturwissenschaft. Paderborn 2003, ISBN 3-89785-377-9.
- Lyrik. Umriss und Begriff. Paderborn 2009, ISBN 978-3-89785-689-9.
- Funktionen der Lyrik. Münster 2013, ISBN 3-89785-820-7.